# Végegyháza
Végegyháza es un pueblo ubicado en el distrito de Mezőkovácsháza, condado de Békés, Hungría.

## Superficie
Posee una superficie de 28,94 kilómetros cuadrados.

## Demografía
Hasta 2022 la población era de 1112 habitantes, con una densidad de población de 38,42 habitantes por kilómetro cuadrado.